# Svenska Kvinnors Vänsterförbund

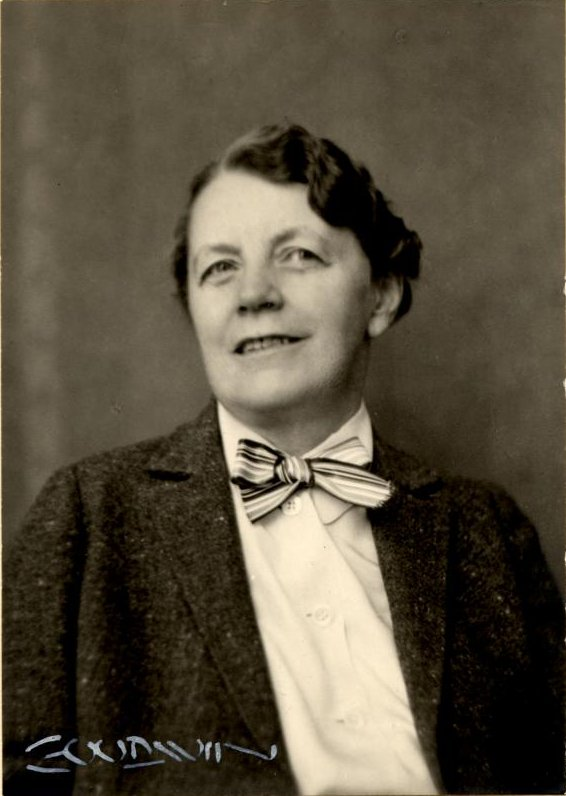
Läkaren Ada Nilsson, här fotograferad 1935, startade Kvinnornas diskussionsklubb 1907 och Frisinnade kvinnor 1914.

Svenska Kvinnors Vänsterförbund (SKV), grundat 1914 under namnet Frisinnade kvinnor, är en partipolitiskt obunden organisation, även öppen för män, som verkar för likställighet mellan könen, internationell solidaritet och fred. Organisationen kom att bli starkt engagerad i kampen mot anskaffande av svenska kärnvapen. 

## Historia
Frisinnade kvinnor grundades 1914 av Ada Nilsson och Julia Kinberg; efter den kvinnliga rösträttens genomförande, från 1922, med namnet Frisinnade kvinnors riksförbund. Organisationens syfte var främst upplysningsverksamhet genom föredrag, skrifter och kurser. Termen frisinnad användes vid denna tid som synonym med reformsinnad liberal, och Frisinnade kvinnor var vid denna tid en del av den liberala rörelsen med Frisinnade landsföreningen (föregångare till dagens Liberalerna) som nationell partiorganisation. Bland annat hade Frisinnade kvinnor som liberal samverkande organisation rätt att sända två röstberättigade ombud till Frisinnade landsföreningens landsmöten.
Kerstin Hesselgren, liberal politiker och den första kvinnan i första kammaren, var förbundets ordförande mellan 1922 och 1946. Kvinnliga medborgarskolan vid Fogelstad bedrev regelbunden kursverksamhet från och med 1925. Avståndet mellan kvinnoförbundet och det liberala partiväsendet ökade under 1920-talet, inte minst på grund av förbundets pacifism och självständiga partilistor med kvinnor i 1928 års val.
Det nuvarande namnet antogs 1931, då förbundet mer aktivt började att gå från ett frisinnat/liberalt förbund till att närma sig de socialdemokratiska kvinnorna och sammanstråla i ett radikalt kvinnoförbund. År 1945 inträdde, med stöd av sin partiledning, många kvinnor tillhörande dåvarande Sveriges Kommunistiska Parti (SKP) i SKV, varefter organisationen år 1946 anslöt sig till Kvinnornas Demokratiska Världsförbund (grundat 1945), en organisation som av många uppfattades som kommunistisk. Många liberala och socialdemokratiska kvinnor lämnade då SKV och Kerstin Hesselgren avgick som ordförande. Till följd av detta kom denna organisation ofta att sammankopplas med SKP, men några officiella band till detta parti och dess efterföljare har aldrig funnits. Från tiden kring 1970 och framåt har organisationen varit starkt präglad av den nya kvinnorörelsens idéer.
SKV startade 1947 tidskriften Vi kvinnor i demokratiskt världsförbund, vars namn 1959 ändrades till Vi kvinnor och 1969 till Vi Mänskor.

## Ordförande
- Ada Nilsson 1914–1917[4]
- Emilia Broomé 1917–1920[5]
- Kerstin Hesselgren 1921–1946 (ordförande för Frisinnade kvinnors riksförbund 1921–1930, från 1931 för Svenska kvinnors vänsterförbund)[6]
- Andrea Andreen 1946–1964[7]